# Eclaircolor HDR

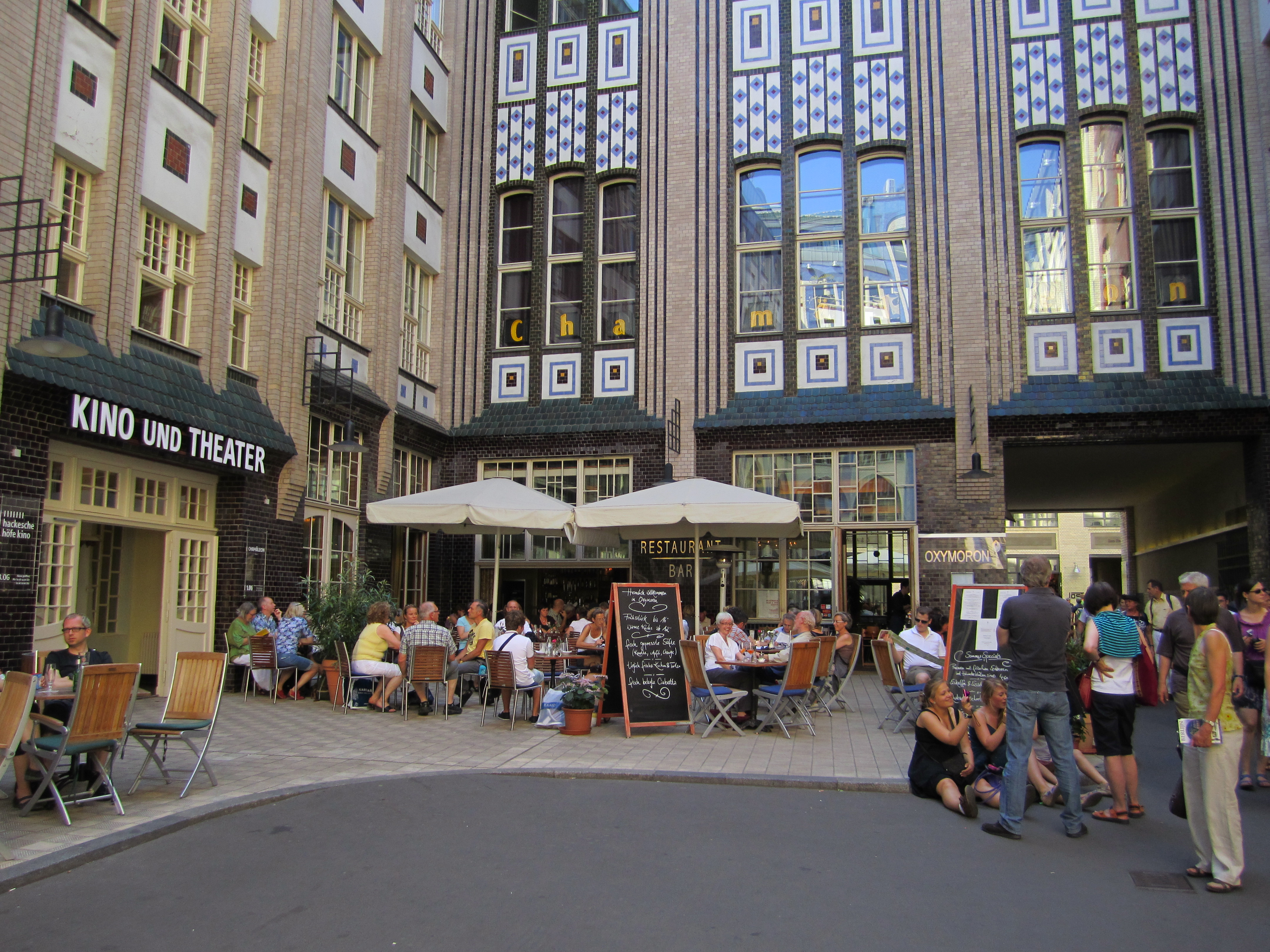
Hackesche Höfe Kino, primer cinema completament equipat amb Eclaircolor HDR, Alemanya.

Eclaircolor HDR és el nou estàndard de cinema desenvolupat durant vuit mesos per Ymagis Group Arxivat 2017-10-27 a Wayback Machine.(els líders europeus en serveis de tecnologia digital avançada per a la indústria del cine). És una tecnologia de color HDR digital (és a dir, té una gamma de colors major) que aconsegueix la projecció d'una imatge de qualitat sense precedents. Les imatges creades amb aquesta nova tecnologia són més brillants, nítides, amb molt més detall i densitat; també tenen més contrast i una major fidelitat a la idea inicial del equip creatiu del film i a com l'ull humà veu. Algunes pel·lícules que ja han usat aquesta tecnologia: Valerian, La La Land, Aquarius o La Pell Freda són alguna d'elles.

## El procés de creació

### Com es crea?
Aquesta tecnologia d'alta qualitat combina la optimització de les tecnologies seleccionades del sistema de projecció de CinemaNext amb un nou procés de masterització. Aquest procés està basat en la manera de treballar del sistema de codificació de colors (es pot aplicar a qualsevol eina de gradació que s'estigui utilitzant actualment) de l'Academy of Motion Picture Arts and Sciences. Tot i així, Eclair ha creat un específic "ODT" (transformació del dispositiu de sortida, "Output Device Transform" en anglès) per fer-lo coincidir amb el perfil personalitzat del projector.
L'Eclaircolor HDR no s'aplica o necessita cap canvi durant el rodatge, a causa que forma part de la postproducció o procés de masterització i de la fase de projecció.
A la fase de postproducció, cada imatge és processada en Eclaircolor amb el mateix software estàndard d'Eclaircolor que permet que les imatges tinguin una gamma de colors més gran. A mesura que aquesta gamma augmenta, també ho fa la qualitat de la pel·lícula, apropant-se cada cop més a com la visió humana funciona. La "solució de color digital EclairColor" pot ser implementada en diferents etapes dins la fase de postproducció. Però, idealment, l'Eclaircolor s'hauria de realitzar amb els fitxers primaris. Encara que si s'implementa a etapes posteriors, seguirà donant bons resultats.
Aquesta tecnologia utilitza SMPTE DCPs (una col·lecció de arxius digitals usats per emmagatzemar i transmetre audio, imatges i dades del cinema digital) que utilitza metadata original. No obstant això, no és completament compatible amb DCI pel que fa a la codificació de colors, perquè les normes DCI (Digital Cinema Initiatives) es van establir el 2005 a l'inici de la revolució del cinema digital quan la tecnologia de projecció digital no era tan sofisticada com ho és avui.

## El procés de remasterització
Una pel·lícula també pot ser remasteritzada amb aquesta nova tecnologia HDR. En el procés de masterització es produeixen dos tipus d'imatge: una per Eclaircolor i una per projeccions estàndard (DCI Compliant 2K/4K JPEG 2000). El metratge no necessita ser enregistrat utilitzant una càmera específica perque totes les càmeres digitals actuals són compatibles. Això significa que l'Eclaircolor es pot aconseguir des de qualsevol fitxer d'imatge, tot i obtenir millors resultats quan la gradació es realitzada amb fitxers de la càmera original.
La duració del procés de remasterització varia significativament depenent del contingut, però de mitjana, el procés de remasterizació d'Eclaircolor (treballant des de DCDM –Digital Cinema Distribution Master-) comporta aproximadament cinc dies. El repte és amb el contingut que inclou material VFX, particularment quan la qualitat de VFX no està a l'altura de l'estàndard d'Eclaircolor.
La solució d'Eclaircolor també pot ser usada per restaurar pel·lícules clàssiques.

## La projecció

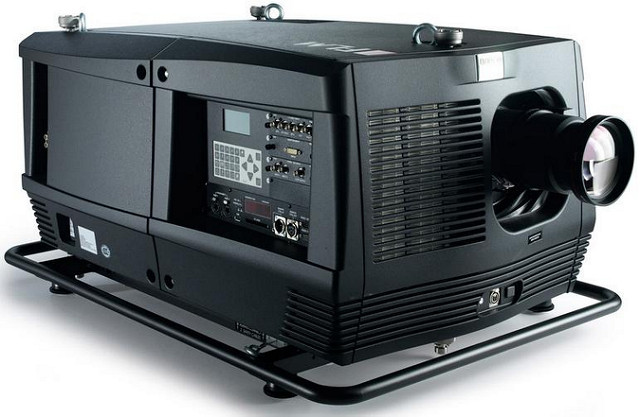
Projector Barco

L'Eclaircolor requereix la instal·lació d'un procés de projecció específic (els projectors estàndard no poden reproduir el contingut), el projector Sony Digital Cinema 4K R510/R515 o el Barco DP4K-40LHC/DP4K-20LHC, que proporciona una ràtio de contrast de 8000:1. L'objectiu és arribar als 30 foot Lamberts (fL) per coincidir amb les especificacions tècniques d'EclairColor.
Però tot i tenir un Sony Digital Cinema 4k o un Barco, si no són de la generació més recent d'aquests projectors o no són suficientment potents, pot ésser que no es pugui reproduir el film. Encara que cal un procés de projecció específic, els projectors Sony Digital Cinema 4k i Barco funcionen a pantalles de qualsevol mida des de 19 metres d'amplada; els sistemes de projector doble funcionen amb pantalles de 9–14 meters d'amplada; pantalles més grans necessiten 4 projectors. A més, per projectar les pel·lícules, el software s'ha d'actualitzar per afegir els macros d'Eclaircolor. Un cop el software s'ha instal·lat, el projector pot reproduir tan la pel·lícula Eclaircolor com el contingut estàndard.
Si el sistema d'integració ha estat sotmès el programa de certificació EclairColor, es pot instal·lar un projector d'Eclaircolor. Sinó, s'haurà de treballar amb un integrador aprovat per CinemaNext.

### Sphera
Sphera és una companyia creada per CinemaNext i Eclair Arxivat 2017-10-27 a Wayback Machine., ambdós part de Ymagis. Sphera crea auditoris que estableixen un nou punt de referència en el Format Premium. També pot ser l'amfitrió de qualsevol tipus de contingut, donant-li una flexibilitat total del que mostra.
Els dissenyador de Sphera han creat un concepte d'interior diferent que inclou un vestíbul, un bar i un disseny únic de seient inspirat en Eames, cobert amb material que redueix la reflexió. Es pot programar per reflectir contingut o estats d'ànim; construint emoció o creant una sensació de relax. L'auditori pot convertir-se en un ambient lluminós de 360° amb diferents il·luminacions.
Aquests auditoris tenen projectors 4K amb un contrast elevat i amb tecnologia Eclaircolor. Les pantalles són de pared a pared i totes les sales estan preparades per tecnologia HDR.

## Limitacions[7]
- Tecnologies diferents poden tenir diferents representacions d'un mateix senyal.
- Com gran part de la informació es troba al rang tonal més freqüent, es necessiten més codis en els valors de luminància negra.
- L'ús de la codificació X'Y'Z 'fa malbé molts codis, però és útil per diferenciar el contingut RGB d'un altre tipus.

## Restriccions en la codificació del senyal[7]
- Mantenir la infraestructura DCI per al lliurament i la reproducció de contingut.
- Diferents tecnologies de projecció, amb diferent relació de contrast seqüencial i intra-frame.
- Diferents gammes de color per la masterització (Rec709 to Rec2020).
- Un valor blanc màxim establert a 103 nits mentre es manté un valor de negre raonable.
- Més brillantor.
- Cinemes optimitzats per la tecnologia HDR.

## Cinemes Eclaircolor al món[8]

### Catalunya
- Cinema Eclaircolor:
  - Verdi Cinemas, Barcelona.

### França
- Cinema Eclaircolor:
  - Megarama Saint Gely, Saint-Gely-du-Fesc.
  - Megarama Bordeau x, Bordeaux.
  - Ciné Jaude, Clermont-Ferrand.
  - Cinéma Les Variétés Arxivat 2017-10-30 a Wayback Machine., Marsella.
  - Megarama Lons-Le-Saunier, Lons-Le-Saunier.
  - Les Ateliers du Cinéma, Beaune.
  - Megarama Besancon, Besancon.
  - Espace Culturel de Vendenheim, Vendenheim.
  - Confluences Varennes Sur Seine, Varennes Sur Seine.
  - Megarama Chambly, Chambly.
  - Cinéma Grand Forum, Gaillon.
  - Cinéma Le Sirius, Le Havre.
  - Le Métropole, Lille.
  - Megarama Villeneuve, Villeneuve La Garenne.
  - Megarama Champigny, Champigny.
  - Megarama Arcueil, Arcueil.
  - Centre Culturel Andre Malraux, Le Bourget.
  - Le Studio, Aubervilliers.
  - Les Films 13, París.
  - Gaumont Champs-Elysee Marignan Arxivat 2017-10-30 a Wayback Machine., Paris.
  - Pathé Wepler, París.
  - Studio 28, París.
  - Filmotheque Du Quartier Latin, París.
  - Espace Saint-Michel, París.
- Pròximes obertures:
  - Le César, Marsella.
  - Megarama Chalons-Sur-Saone, Chalons Sur Saone.
  - Confluences Mennecy, Mennecy.
  - Le Trianon, Poix-de-Picardie.
  - Megarama Montigny Les Cormeilles, Montigny Les Cormeilles.
  - Theatre De La Celle-Saint-Cloud, La Celle-Saint-Cloud.
  - Centre Culturel SPM, Saint-Pierre-et-Miquelon.
  - Ciné Cambaie, Saint-Paul, La Reunion.

### Suïssa
- Cinema Eclaircolor:
  - Cinema Astor Arxivat 2017-11-09 a Wayback Machine., Vevey.

### Alemanya
- Cinema Eclaircolor:
  - Gloria Kino, Stuttgart.
  - Focus Cinemas Salzgitter, Salzgitter.
  - Lindenkino, Bad Aibling.
  - Arena, München.
  - Cinedrom Arxivat 2017-10-30 a Wayback Machine., Donauwörth.
  - Garbo Kino Regensburg, Regensburg.
  - Cinecitta’, Nürnberg.
  - Filmwelt Schweinfurt, Schweinfurt.
  - Lumos Kino, Nidda.
  - Lichtspielhaus, Lauterbach (Hessen).
  - Apollo Service-Kino, Altena.
  - Union Filmtheater Bochum Arxivat 2017-10-30 a Wayback Machine., Bochum.
  - Roxy Filmtheate Arxivat 2017-10-30 a Wayback Machine. r, Heinsberg.
  - Off Broadway, Köln.
  - Scala Kino Leverkusen, Leverkusen.
  - Passage Kino, Bremerhaven.
  - Cineplex Elmshorn, Elmshorn.
  - Alabama Kino, Hamburg.
  - Orpheum Lichtspiele, Schönberg.
  - Capitol Kino Schwerin, Schwerin.
  - Luna Filmtheater, Ludwigslust.
  - Ostseekino[Enllaç no actiu], Kühlungsborn.
  - Bali Kino, Berlin.
  - Cineplex Titania, Berlin.
  - Eiszeit Kino Arxivat 2017-11-10 a Wayback Machine., Berlin.
  - Filmrauschpalast, Berlin.
- Pròximes obertures:
  - Hackesche Höfe Kino, Berlin.

### Regne Unit
- Cinema Eclaircolor:
  - Curzon Soho, Londres.
  - Vue West End, Londres.

### Itàlia
- Cinema Eclaircolor:
  - Circuito Cinema, Roma.

### Tunísia
- Cinema Eclaircolor:
  - Cinepalace Arxivat 2017-11-10 a Wayback Machine., Tunis.

### Estats Units
- Cinema Eclaircolor:
  - Alamo Drafthouse Mueller, Austin, Texas.